# Бєляєво (Островський район)
Бєляєво (рос. Беляево) — присілок в Островському районі Псковської області Російської Федерації.
Населення становить 21 особу. Входить до складу муніципального утворення Островська волость.

## Історія
Від 2015 року входить до складу муніципального утворення Островська волость.

## Населення
| 2001 | 2002 | 2010 |
| ---- | ---- | ---- |
| 34   | ↘32  | ↘21  |